# Mihails Šostaks
Mihails Šostaks, ros. Михаил Борисович Шостак – Michaił Borisowicz Szostak (ur. 26 kwietnia 1957 w Rydze, Łotewska SRR) – radziecki i łotewski hokeista. Reprezentant ZSRR i Łotwy.

## Kariera zawodnicza
- Dinamo Ryga (1975-1977)
- Dinamo Moskwa (1977-1980)
- Dinamo Ryga (1980-1988)
- Unia Oświęcim (1990-1992)
- Vecmeistars Riga (1992)
- Latvijas Zelts Riga (1993-1994)
- HK Lido Nafta Riga (1996-1997, 1998-2001)

Wieloletni zawodnik Dinama Ryga. Występował także w lidze polskiej w Unii Oświęcim w sezonach 1989/1990, 1990/1991, 1991/1992, 1992/1993. Do 2008 był drugim najskuteczniejszym strzelcem z obcokrajowców w barwach Unii (59 goli).
W młodości grał w juniorskiej kadrze ZSRR. Wystąpił na turnieju mistrzostw Europy do lat 18 w 1976, mistrzostw świata juniorów do lat 20 w 1977. Grał także w seniorskiej kadrze ZSRR w 1978. W barwach Łotwy uczestniczył w turniejach mistrzostw świata 1993 (Grupa C).

## Kariera trenerska i inna
- Reprezentacja Łotwy (1999), asystent trenera

W 1999 był asystentem trenera reprezentacji Łotwy na turnieju mistrzostw świata w 1999. Był w ekipie Łotwy na turniej zimowych igrzysk olimpijskich Salt Lake City 2002. Był menedżerem wyposażenia ekipy na igrzyskach w Vancouver 2010 i na turnieju mistrzostw świata w 2010.
W grudniu 2011 wystąpił w meczu weteranów łotewskiego hokeja z okazji 80-lecia krajowej federacji. 20 stycznia 2012 w Rydze wziął udział w pokazowym spotkaniu gwiazd-wetenanów w ramach imprezy Mecz Gwiazd KHL, występując w drużynie Łotyszy przeciwko Rosjanom.
Podczas mistrzostw świata do lat 20 edycji, 2016 był menedżerem sprzętu kadry Łotwy.

## Sukcesy
Reprezentacyjne
- Złoty medal mistrzostw Europy juniorów do lat 18: 1976 z ZSRR
- Złoty medal mistrzostw świata juniorów do lat 20: 1977 z ZSRR
- Awans do Grupy B mistrzostw świata: 1993 z Łotwą

Klubowe
- Srebrny medal mistrzostw ZSRR: 1978, 1979, 1980 z Dinamem Moskwa
- Finalista Pucharu ZSRR: 1979 z Dinamem Moskwa
- Puchar Tatrzański: 1983 z Dinamem Ryga
- Srebrny medal mistrzostw ZSRR: 1988 z Dinamem Ryga
- Srebrny mistrzostw Polski: 1991 z Unią Oświęcim
- Złoty medal mistrzostw Polski: 1992 z Unią Oświęcim

Indywidualne
- I liga polska w hokeju na lodzie (1990/1991):
  - Trzecie miejsce w klasyfikacji strzelców: 28 goli
  - Trzecie miejsce w klasyfikacji kanadyjskiej: 44 punkty